# Johannes de Stokem
Johannes de Stokem, o Johannes Stokem, de cognom també Prato, Pratis, Stockem, Stokhem, Stoken, Stoccken, Stoecken, Sthoken (1445-1487 a 1501) fou un compositor flamenc del Renaixement. Stokem és considerat com a part del post-Dufay generació francesa. Va ser molt amic de Johannes Tinctoris, un altre compositor de l'època.
No se'n sap res envers la seva vida, i encara durant una època es dubtava que hagués existit, fins que foren descobertes algunes composicions en una col·lecció de la que només n'existeix un exemplar. Aquesta obra, la més antiga de la tipografia d'Ottaviano Petrucci, es titula Harmonice Musices Odhecaton (Venècia, 1501-03), consta de tres volums i conté nou cançons franceses de Stokem, a 3 i 4 veus. En la col·lecció Fragmenta missarum del mateix Petrucci (1509), també s'hi troben dues composicions de Stokem.